# Meligethes subaeneus
Meligethes subaeneus är en skalbaggsart som beskrevs av Sturm 1845. Meligethes subaeneus ingår i släktet Meligethes, och familjen glansbaggar. Arten är reproducerande i Sverige.